# Amelie (Vorname)
Amelie [ˈaməliː] ist ein weiblicher Vorname.

## Herkunft und Bedeutung
Amelie ist eine deutsche Variante von Amelia.

## Verbreitung
In England und Wales stieg der Name in den frühen 2000er Jahren rasch in den Vornamenscharts auf. Seit 2003 zählt der Name dort zu den 100 meistgewählten Mädchennamen, jedoch erreichte er nie eine Platzierung in den Top-50. Im Jahr 2020 stand der Name auf Rang 82 der Hitliste. Auch in Schottland wird der Name regelmäßig vergeben.
In Québec erfreute sich der Name Amelie am Ende des 20. Jahrhunderts großer Beliebtheit. Im Jahr 1997 erreichte der Name Rang 10 in der Hitliste. Vor allem seit Mitte der 2000er Jahre sinkt seine Popularität. Im Jahr 2014 erreichte er zuletzt eine Platzierung unter den 100 beliebtesten Mädchennamen (Stand 2021).
In der Schweiz zählt Amelie seit 2009 zu den 100 meistgewählten Mädchennamen, wurde jedoch immer seltener vergeben als die französische Variante Amélie. Im Jahr 2020 belegte Amelie Rang 70 der Hitliste (Amélie: Rang 44).
In Österreich wird der Name gerne gewählt. Bereits im Jahr 2004 stieg er in die Top-50 der Vornamenscharts auf. In den Jahren 2012 und 2013 erreichte er mit Rang 20 und 19 sogar Platzierungen in der Top-20. Im Jahr 2020 belegte Amelie Rang 24 der Hitliste.
In Deutschland wird Amelie seit Mitte der 1980er Jahre regelmäßig vergeben. In den 1990er Jahren war er recht verbreitet und stieg in die Top-100 der Vornamenscharts auf. Ab der Mitte der 2000er Jahre etablierte er sich unter den beliebtesten Mädchennamen. Im Jahr 2020 belegte er Rang 20 der Hitliste. Als bislang höchste Platzierung erreichte der Name in den Jahren 2004, 2013, 2014 und 2016 Rang 13 der Hitliste. Dabei wurden er gemeinsam mit Amely und Amélie als gleichlautenden Varianten behandelt. Etwa 93 % der Mädchen trugen dabei die Schreibweise Amelie, Amely wurde etwas häufiger gewählt als Amélie.

## Varianten
Neben Amelie existieren die Varianten Amely und Amélie.
Für weitere Varianten: siehe Amalie#Varianten

## Namensträgerinnen

### Amelie
- Amelie Bayerl (* 1998), deutsche Handballspielerin und Beachhandballspielerin
- Amelie Berger (* 1999), deutsche Handballspielerin
- Amelie Bohnen (* 2001), deutsche Fußballspielerin
- Amelie Breling (1876–1965), deutsche Keramikerin, Bildhauerin und Malerin
- Amelie Hedwig Boutard-Beese, bekannt als Melli Beese (1886–1925), erste Pilotin Deutschlands
- Amelie Deuflhard (* 1959), deutsche Theaterproduzentin und -Intendantin
- Amelie Duckwitz (* 1977), deutsche Hochschulprofessorin und Medienwissenschaftlerin
- Amelie Du Vinage (1877–1968), deutsche Medizinerin
- Amelie Ernst (* 1977), deutsche Journalistin
- Amelie Fried (* 1958), deutsche Moderatorin und Schriftstellerin
- Amelie Glienke (* 1945), deutsche Malerin, Grafikerin und Illustratorin
- Amelie Groß (* 1987), österreichische Unternehmerin und Wirtschaftskammerfunktionärin
- Amelie Hennig (* 1998), deutsche Schauspielerin
- Amelie Herres (* 1996), deutsche Schauspielerin
- Amelie Intert (* 1996), deutsche Fußballspielerin
- Amelie Kiefer (* 1987), deutsche Schauspielerin
- Amelie Kleinmanns (* 1988), deutsche Sportschützin
- Amelie Klever (* 1994), deutsches Model
- Amelie Kober (* 1987), deutsche Snowboarderin
- Amelie-Sophie Lederer (* 1994), deutsche Sprinterin
- Amelie Le Gall, bekannt als Lisette Marton (1869–nach 1918), französische Radsportlerin
- Amelie Lens (* 1990), belgische Musikproduzentin und DJ
- Amélie Linz (1824–1904), deutsche Schriftstellerin
- Amelie Lux (* 1977), deutsche Windsurferin
- Amelie Möllmann (* 2001), deutsche Handballspielerin
- Amelie Murmann (* 1991), deutsche Schriftstellerin
- Amelie Plaas-Link (* 1989), deutsche Schauspielerin
- Amelie Posse (1884–1957), schwedische Autorin, Aktivistin gegen den Nationalsozialismus und Flüchtlingshelferin
- Amelie Ruths (1871–1956), deutsche Malerin
- Amelie Schuster (* 2004), deutsche Fußballspielerin
- Amelie Schütky (1866–1917), österreichische Opernsängerin (Sopran), Gesangspädagogin und Schriftstellerin
- Amélie von Schwerin (1819–1897), schwedische Malerin
- Amelie Bea Smith (* 2011), britische Schauspielerin
- Amelie Solja (* 1990), deutsch-österreichische Tischtennisspielerin
- Amelie Stiefvatter (* 1990), deutsche Journalistin und Fernsehmoderatorin
- Amelie Strothoff (* 2005), deutsche Volleyballspielerin
- Amelie Woelki (* 2002), deutsche Fußballspielerin
- Amelie Wortmann (* 1996), deutsche Hockeyspielerin
- Amelie Van Impe (* 2004), Belgische Tennisspielerin
- Amelie von Wulffen (* 1966), deutsche Künstlerin
- Amelie Zadeh (* 1985), österreichische bildende Künstlerin

### Amely
- Amely Bölte (1811–1892), deutsche Schriftstellerin
- Amely Goebel (1903–1982), deutsche Politikerin (CDU)
- Amely Kort (Erika Ziegler-Stege; 1909–1997), deutsche Schriftstellerin
- Amely Sommer (* 1997), Mitglied der Band Saphir
- Amely Spötzl (* 1975), deutsche Bildhauerin und Multimediakünstlerin
- Jolina Amely Trinks (* 2009), deutsche Schauspielerin und Kinderdarstellerin

### Ameli
- Ameli Neureuther (* 1981), deutsche Modestylistin und Designerin